# Бухта Рейд Паллада
Бухта Рейд Паллада — залив в Приморском крае России, внутренняя гавань залива Посьета. Площадь поверхности — 68,7 км².

## Название
Бухта была открыта в 1854 году с борта фрегата «Паллада» членами экспедиции вице-адмирала Е. В. Путятина. Получила название в честь корабля.

## География
Бухта Рейд Паллада расположена в западной части залива Посьета, между мысом Шелягина и мысом Дегера (юго-восточная оконечность полуострова Краббе). Отделена от бухты Экспедиции длинной и узкой косой Назимова. На северной оконечности бухты Рейд Паллада, на полуострове Новгородском расположен портовый посёлок Посьет.